# Porania
Genre
Porania est un genre d'étoiles de mer de la famille des Poraniidae.

## Liste des espèces
Selon World Register of Marine Species (19 mai 2014) :
- Porania hermanni Madsen, 1959
- Porania pulvillus (O.F. Müller, 1776)
- Porania (pseudoporania) stormi Dons, 1936